# Острова Схаутена
Острова Схаутена — группа из шести небольших вулканических островов у побережья Новой Гвинеи на севере Папуа — Новой Гвинеи. Административно входят в провинцию Восточный Сепик.

## Острова
- Бам (остров)
- Блуп-Блуп
- Кадовар
- Койл
- Вокео
- Вей (он же Виал, Жакинот)

На островах продолжается вулканическая активность, в 2018 году имели место извержения.

## История
Первооткрывателем островов Схаутена считается испанский мореплаватель Иньиго Ортис де Ретес, который обнаружил острова в 1545 году. В 1616 году острова были вновь открыты, но уже голландскими путешественниками Виллемом Схаутеном и Якобом Лемером.
Другие острова Схаутена расположены в Индонезии.